# 法國國鐵CC 70000型柴油機車
CC 70000型柴油机车是法国阿尔斯通公司为法國國家鐵路公司设计制造的一种大功率电力传动柴油机车，该型机车为实验性车型，仅试制两台并未投入批量生产。

## 发展历史
法国铁路主要采用电力牵引，至1960年代初大部分铁路干线均已完成了电气化，内燃牵引仅用于少数干线、大部分支线和调车作业，而干线柴油机车全部采用电力传动。1961年，法国国家铁路公司为了在研制大功率柴油机车方面追上西德的水平，提出尽快研制4000马力以上的柴油机车，并考虑了分别两种传动方式的双柴油机组车型，其中一种是BB 69000型液力传动柴油机车，而另一种是CC 70000型电力传动柴油机车。1961年11月，法国国铁向阿尔斯通公司是下达了CC 70000型柴油机车的研制任务。
阿尔斯通公司于1965年至1966年间先后制造了两台CC 70000型柴油机车，机车功率4800马力，重量为117吨，最高运行速度为140公里/小时，是当时世界上单位重量功率最大的电力传动柴油机车。该型机车为六轴双机组电力传动柴油机车，每台机车装用两台SEMT V16 PA 4型高速柴油机，装车功率为2×2400马力，两台柴油机共同驱动一台交流同步发电机。CC 70000型柴油机车首创采用双转子交流发电机，两台柴油机分别直接驱动转子和定子以相反方向旋转，由于柴油机额定转速为每分钟1500转，因此在额定工况下发电机转子和定子的相对转速高达每分钟3000转，输出功率达到3530千瓦。机车采用了法国传统的单电机转向架，其结构与CC 40100型电力机车转向架基本相同。
两台CC 70000型柴油机车分别于1965年12月17日和1966年7月1日配属沙兰德雷机务段投入运用，主要担当牵引旅客快车和货物列车，使列车从电气化铁路转到非电气化铁路运行时，既无需缩短编组，也能保持同样的速度。两台机车各自累计运行超过120万公里后，于1983年内先后停止运用。由于法国国铁认为单柴油机组的机车维护费用较低，因此其技术政策规定了一台机车只应装用一台柴油机，从而否定了双柴油机组机车，最终BB 69000型、CC 70000型柴油机车均未能投入批量生产。此后，阿尔斯通公司在吸取CC 70000型柴油机车的研制经验后，开发了采用单台柴油机的CC 72000型柴油机车。